# 429W
429W – czteroosiowy wagon towarowy, produkowanych przez Fabrykę Wagonów Gniewczyna, przeznaczony do transportu towarów masowych odpornych na czynniki atmosferyczne (np. węgiel, ruda). Rozładunek może odbywać się na wywrotnicach bocznych. Wagon jest przeznaczony wyłącznie do ruchu krajowego (Posiada dopuszczenie Głównego Inspektora Kolejnictwa, brak standardów UIC). Oznaczenia literowe w PKP Eaos-w.

## Oznaczenie literowe
- E – wagon odkryty o konstrukcji normalnej
- a – wagon 4-osiowy
- o – wagon nieprzystosowany do wyładunku na wywrotnicach czołowych
- s – wagon dostosowany do poruszania się z prędkością 100 km/h